# Sutrovy lázně
Sutrovy lázně (anglicky: Sutro Baths) byly rozsáhlý soukromý komplex s bazény se slanou vodou v Lands End v okrajové části čtvrti Richmond District v západním San Franciscu v Kalifornii. Lázně byly postaveny v roce 1894 severně od pláže Ocean Beach a domu Cliff House a západně od parku Sutro Heights Park. Lázně v roce 1966 vyhořely do základů. Zbytky ruin patří do chráněné oblasti Golden Gate National Recreation Area a Sutro Historic District.

## Historie
Lázně byly otevřeny pro veřejnost 14. března 1896 jako největší zařízení s krytým bazénem na světě. V západní části San Francisca je nechal postavit bohatý podnikatel a bývalý starosta San Francisca Adolph Sutro (1894–1896).
Komplex se nacházel v malé zátoce na pláži pod domem Cliff House, který také vlastnil Adolph Sutro. Cliff House i pozůstatek lázní je nyní součástí chráněného území Golden Gate National Recreation Area, které spravuje Správa národních parků. Lázně měly léta obtíže s provozem kvůli vysokým nákladům na provoz a údržbu. Nakonec byla nejjižnější část lázní přeměněna na umělé kluziště oddělené zdí od zchátralých bazénů. V roce 1964 byly lázně prodány developerům, kteří zde chtěli vybudovat bytový komplex výškových budov.
V roce 1966 byly lázně zničeny požárem, zatímco byly v procesu demolice. Zůstaly pouze betonové základy, schodiště a tunel s velkou puklinou uprostřed. Příčinou požáru bylo žhářství. Krátce na to, developeři opustili San Francisco a zažádali o peníze z pojištění.

## Popis zařízení a infrastruktura
Materiály použité na výstavbu komplexu zahrnovaly 9300 m² skla, 600 tun železa, 8,300 m³ dřeva a 7,600 m³ betonu.
Během přílivu tekla voda z oceánu přímo do bazénů, čímž se obměnilo 7,600 m³ vody za hodinu. Během odlivu plnilo bazény vodní čerpadlo se silnou turbínou umístěné v jeskyni na úrovni vodní hladiny. Čerpadlo bylo schopné naplnit nádrže rychlostí 380 litrů za sekundu, čímž dokázalo zrecyklovat veškerou vodu za 5 hodin.
Lázeňské zařízení obsahovalo:
- Šest bazénů se slanou vodou a jeden se sladkou vodou. Bazény měly 152,2 metrů na délku a 77,4 m na šířku s kapacitou 6830 m³. Byly vybavené sedmi skluzavkami, 30 gymnastickými kruhy a jednou trampolínou.
- Muzeum vystavující rozsáhlou kolekci vycpaných zvířat, historických artefaktů a uměleckých děl. Většinu Sutro získal z výprodeje ze zábavního parku Woodward's Gardens v roce 1894.[8]
- Amfiteátr s kapacitou 2700 míst a klubovny s kapacitou 1100 míst
- 517 převlékáren
- Umělé kluziště

Lázně dopravně obsluhovaly dvě kolejové tratě. První trať Ferries and Cliff House Railroad vedla podél útesů Lands End s výhlídkou na průliv Golden Gate. Trasa vedla od lázní a končila v ulici California Street a Central Avenue, nynější Presidio Avenue. Druhou tratí byla Sutro Railroad, po které jezdily elektrické tramvaje do parku Golden Gate Park a centra San Francisca. Obě tratě později převzala společnost Market Street Railway.

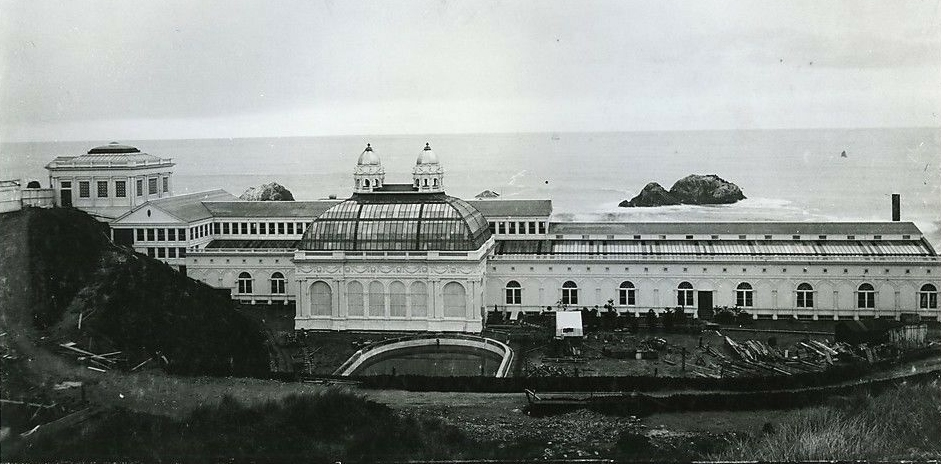
Sutrovy lázně, kolem r. 1896
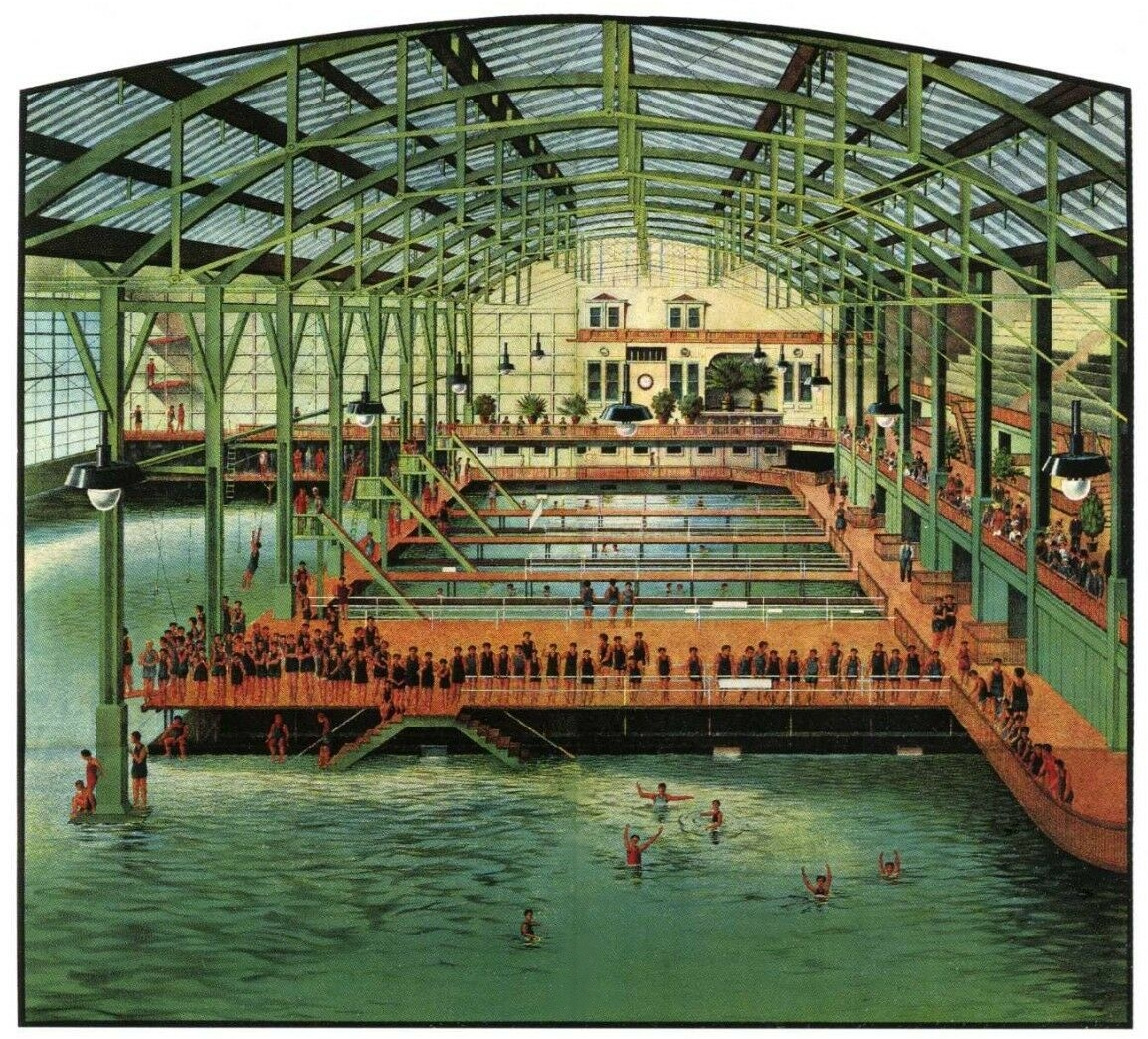
Interiér (1896)
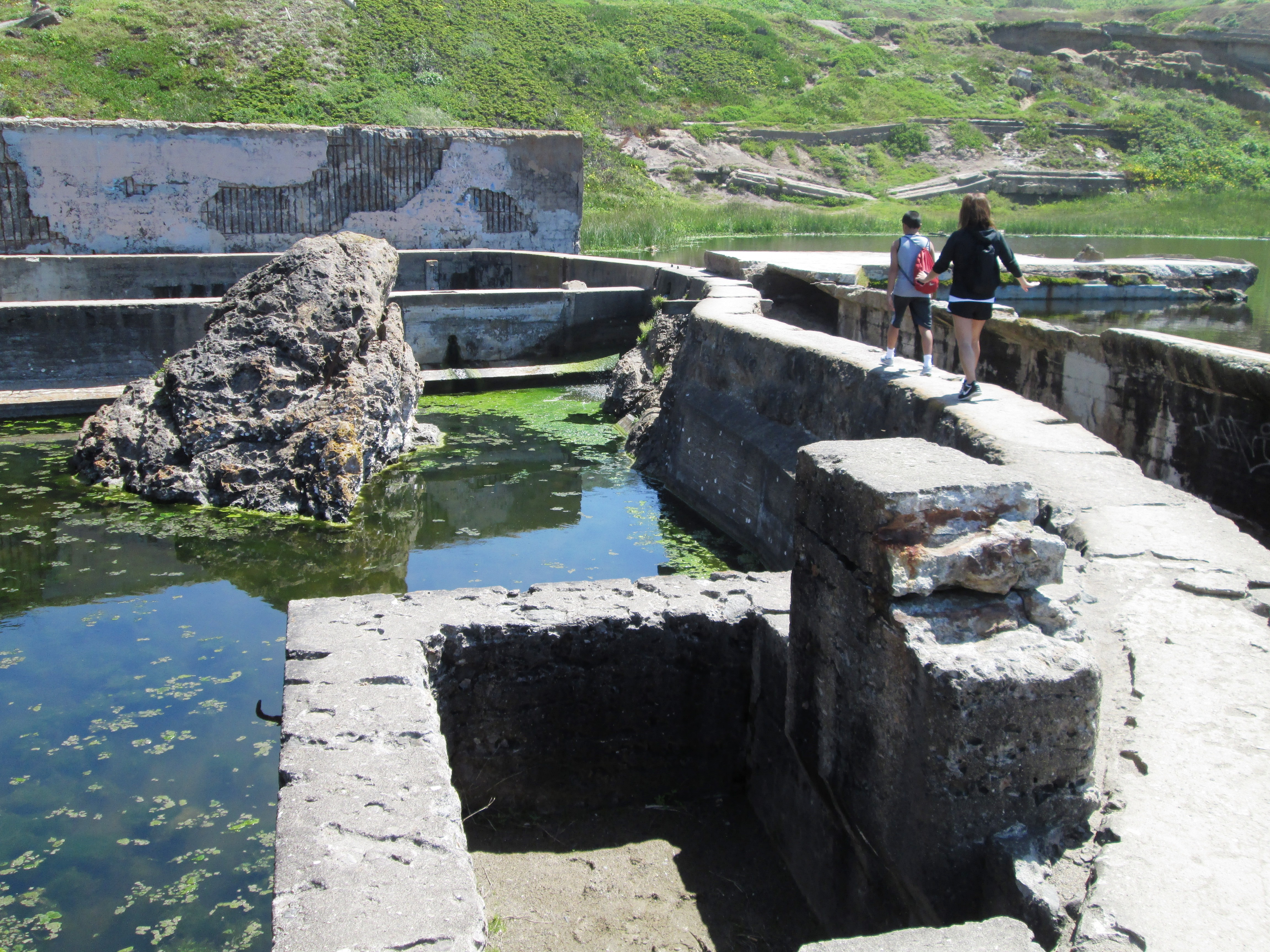
Ruiny (2017)
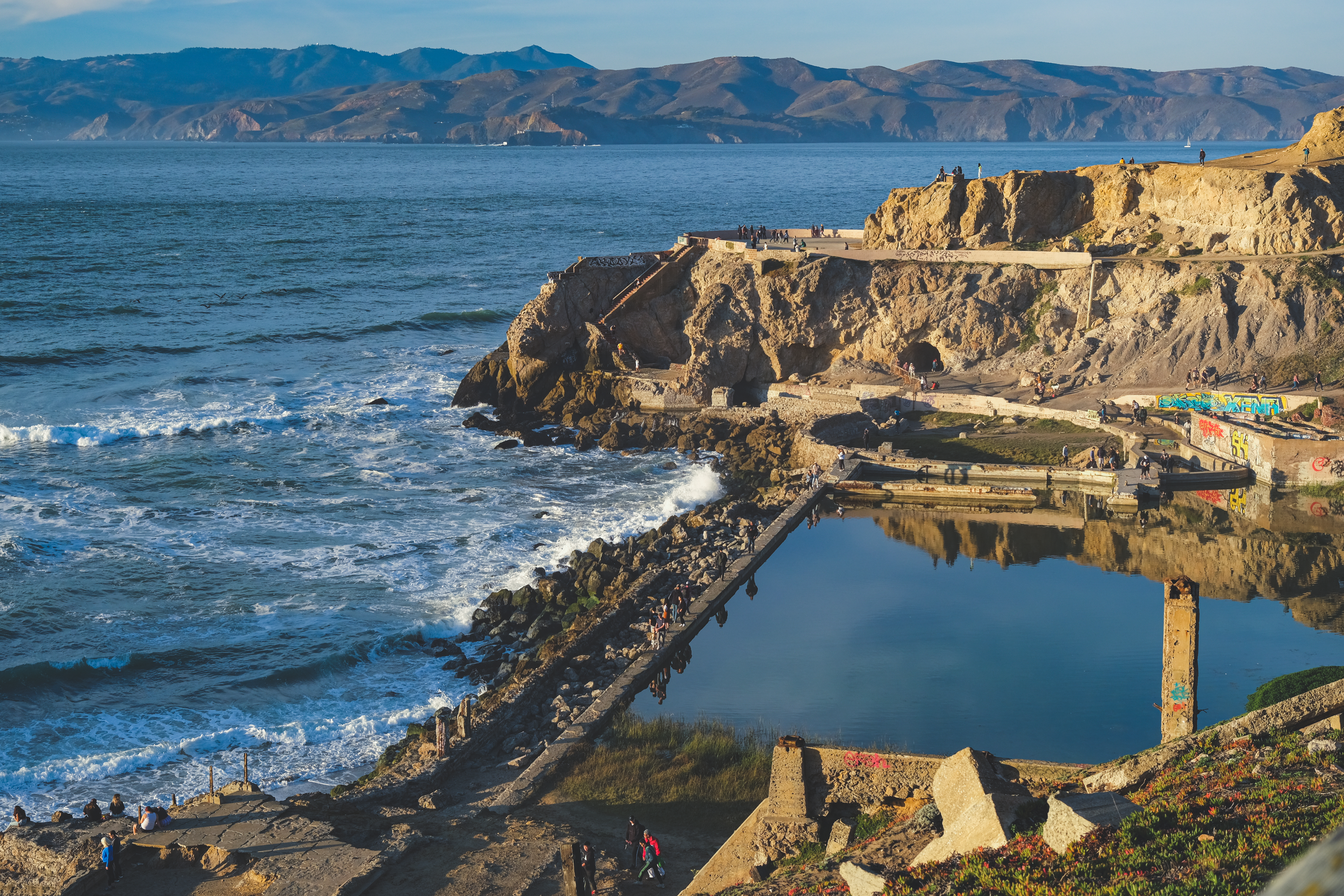
Ruiny lázní (2021)
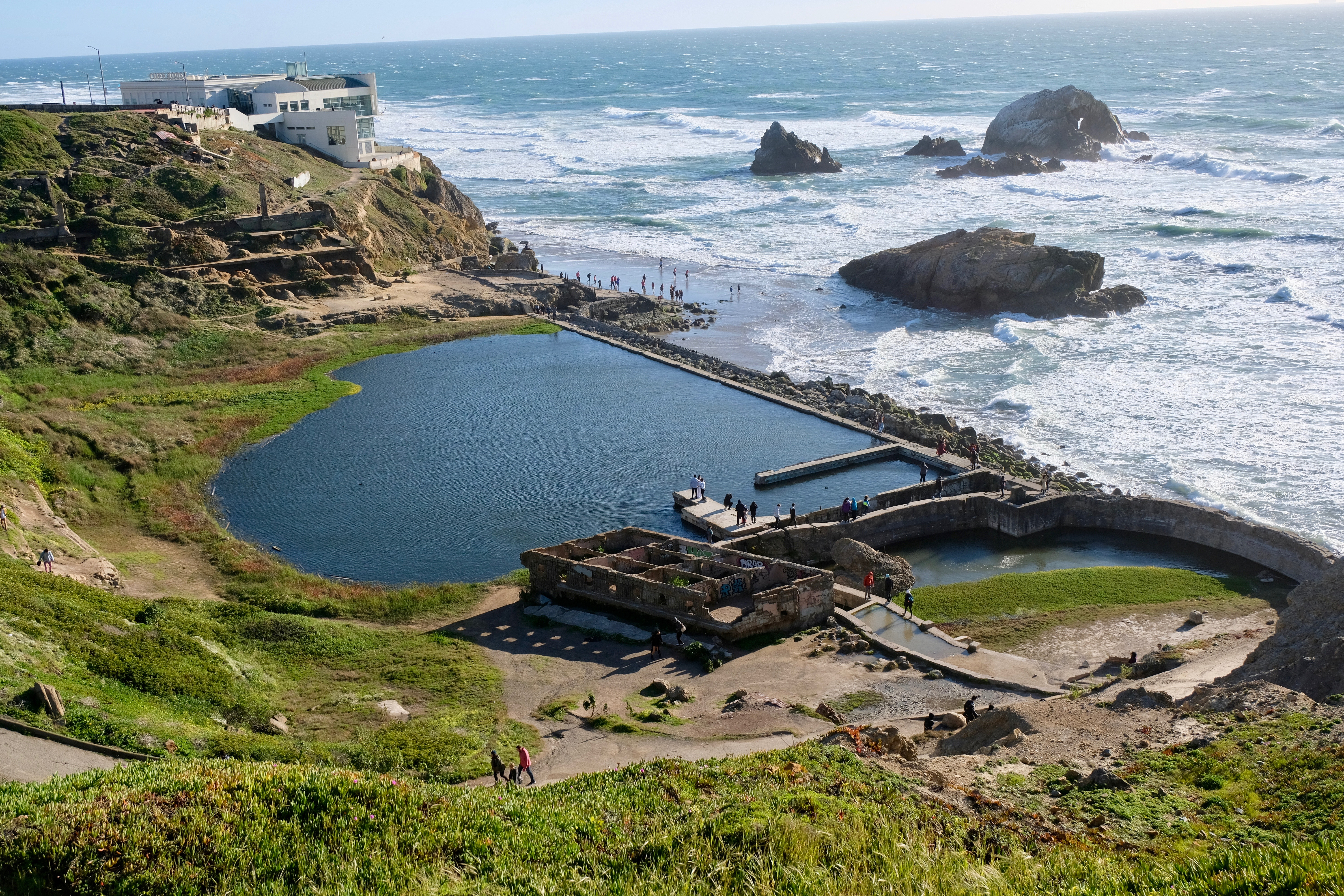
Pohled na zbytky lázní s domem Cliff House na útesu v pozadí, vpravo kamenný útvar Seal Rocks (2018)

## V kultuře
- Vyvrcholení filmu Lineup bylo natáčeno na kluzišti v Sutrových lázních v roce 1958.[11]
- V ruinách lázní byla natáčena scéna z filmu Harold a Maude (1971)
- Některé části knihy Earthquake Weather, posledního dílo trilogie Fault Lines Trilogy od Tima Powerse, jsou zasazeny do Sutrových lázní a jejich okolí.
- Část fantasy novely Middlegame (2019) od Seanan McGuire se odehrává v Sutrových lázních.
- Klíčové scény z young adult novel Malý bratr a Homeland Coryho Doctorowa se odehrávají v ruinách Sutrových lázní.